# HTC Sense

Windows Mobile 6.5 con HTC Sense

HTC Sense è un'interfaccia utente, basata sull'interfaccia TouchFLO 3D, sviluppata da HTC per i suoi telefoni cellulari con sistema operativo Android e Windows Mobile.

## Descrizione
Htc Sense è utilizzata su dispositivi high-end della casa taiwanese, in quanto è dispendiosa in termini di utilizzo della batteria. Fra le funzioni più interessanti di questa interfaccia si distinguono la sincronizzazione con account di posta elettronica, l'integrazione con social network come Facebook e svariate possibilità di controllo dei telefoni da remoto.
In caso di furto o smarrimento ad esempio gli smartphone HTC con HTC Sense potranno essere rintracciati sul GPS da remoto, bloccati, e sarà possibile persino eliminare dati sensibili, applicazioni e qualsiasi altro contenuto a distanza, in modo semplice ed efficace. È offerta anche la possibilità di inserire un messaggio fisso sullo schermo del telefono, magari per indicare informazioni di recapito del legittimo proprietario.
Questa interfaccia utente venne annunciata il 24 giugno 2009, il primo telefonino con Android e HTC Sense è stato HTC Hero, e il primo con Windows Mobile è stato l'HTC HD2, annunciato per il 6 ottobre 2009. Nel 2010 è presente anche in HTC Desire e HTC Legend.
Nel corso del 2012 è stata distribuita la Sense 4.0 integrata con i nuovi HTC serie One mentre, per gli HTC serie Sensation e HTC Evo 3D, dopo il loro aggiornamento ad Android Ice Cream Sandwich 4.0 è stata distribuita la Sense 3.6.
A cavallo tra il 2012 e il 2013 sono state distribuite due versioni dell'interfaccia Android: la Sense 4+ e la Sense 5. La prima è stata destinata ai tre terminali di fascia alta e medio-alta 2012 della casa taiwanese (One X+, One X e One S) dopo il loro aggiornamento ad Android Jelly Bean 4.1 mentre, la seconda, è stata presentata a bordo del top di gamma per il 2013 HTC One.
Ormai tutti i devices di HTC implementano questa interfaccia che viene aggiornata periodicamente. La versione attuale per i dispositivi Android è la 7. I devices HTC con Windows Phone non supportano questa interfaccia dato che Microsoft ha negato ogni possibilità di personalizzazione del sistema operativo da parte dei produttori.
Nel febbraio del 2013, con la messa in commercio dell'HTC One, viene distribuita insieme ad esso la Sense in versione 5.0.
Attualmente l'ultima versione disponibile è l'interfaccia Sense 8.0, disponibile con la messa in vendita del top gamma HTC 10 nel secondo trimestre del 2016. Con questa nuova versione scompaiono molte applicazioni proprietarie di HTC, rendendo l'interfaccia molto più simile ad Android in versione stock.